# Epiplema acutangularia
Epiplema acutangularia är en fjärilsart som beskrevs av Herrich-Schäffer 1855. Epiplema acutangularia ingår i släktet Epiplema och familjen Uraniidae. Inga underarter finns listade i Catalogue of Life.